# Mistrzostwa Azji w Lekkoatletyce 1991
9. Mistrzostwa Azji w Lekkoatletyce – zawody sportowe, które rozegrano w drugiej połowie października 1991 roku w stolicy Malezji – Kuala Lumpur (na Stadium Merdeka).

## Rezultaty

### Mężczyźni
| Konkurencja                   | Złoto                 | Złoto    | Srebro                | Srebro    | Brąz                     | Brąz      |
| Bieg na 100 m                 | Talal Mansur          | 10.29    | Chen Wenzhong         | 10.45     | Khalid Jouma Ibrahim     | 10.56     |
| Bieg na 200 m                 | Zhao Cunlin           | 20.75    | Ibrahim Ismail Muftah | 20.96     | Hiroki Fuwa              | 21.00     |
| Bieg na 400 m                 | Ibrahim Ismail Muftah | 45.66    | Aktawat Sakoolchan    | 46.52     | Koji Ito                 | 46.64     |
| Bieg na 800 m                 | Lee Jin-il            | 1:51.42  | Nadir Khan            | 1:51.68   | Ismail Yousef            | 1:51.70   |
| Bieg na 1500 m                | Mohammed Suleiman     | 3:42.64  | Kim Bong-yu           | 3:45.01   | Nadir Khan               | 3:46.47   |
| Bieg na 5000 m                | Mohammed Suleiman     | 14:03.35 | Ahmed Ibrahim Warsama | 14:04.45  | Wang Helin               | 14:04.68  |
| Bieg na 10 000 m              | Hwang Young-jo        | 29:50.37 | Wang Helin            | 29:57.26  | Kim Jae-ryong            | 30:05.48  |
| Bieg na 110 m przez płotki    | Nur Herman Majid      | 14.04    | Zheng Jinsuo          | 14.05     | Toshihiko Iwasaki        | 14.18     |
| Bieg na 400 m przez płotki    | Yoshihiko Saito       | 50.46    | Ghulam Abbas          | 50.77     | Zid Abou Hamed           | 51.15     |
| Bieg na 3000 m z przeszkodami | Hamid Sajjadi         | 8:33.89  | Gao Shuhei            | 8:34.32   | Saleh Mohammed Habib     | 8:34.66   |
| Sztafeta 4 x 100 m            | Chiny                 | 39.20    | Tajlandia             | 39.26     | Japonia                  | 39.74     |
| Sztafeta 4 x 400 m            | Japonia               | 3:05.22  | Tajlandia             | 3:05.81   | Malezja                  | 3:06.64   |
| Chód na 20 km                 | Bu Lintang            | 1:31:36  | Hideharu Fuchida      | 1:34:02   | Sucha Singh              | 1:37:01   |
| Skok wzwyż                    | Lee Jin-taek          | 2.22     | Shigeki Toyoshima     | 2.19      | Phaitoon Hearnthong      | 2.16      |
| Skok o tyczce                 | Hideyuki Takei        | 5.25     | Ge Yun                | 5.10      | Guu Jin-shoei            | 5.10      |
| Skok w dal                    | Chen Zunrong          | 8.10     | Masaki Morinaga       | 8.02      | Nai Hui-fang             | 7.85      |
| Trójskok                      | Chen Yanping          | 17.22    | Zou Sixin             | 16.95     | Marzouk Abdullah Al-Yoha | 16.48     |
| Pchnięcie kulą                | Cheng Shaobo          | 18.11    | Bilal Saad Mubarak    | 17.78     | Yuji Okano               | 17.65     |
| Rzut dyskiem                  | Yu Wenge              | 62.20    | Shakti Singh          | 53.26     | Yuji Yamazaki            | 51.76     |
| Rzut młotem                   | Bi Zhong              | 69.90    | Nobuhiro Todoroki     | 64.56     | Walid Saleh Al-Bekhit    | 60.74     |
| Rzut oszczepem                | Zhang Lianbiao        | 81.52    | Masami Yoshida        | 80.44     | Kim Ki-hoon              | 76.32     |
| Dziesięciobój                 | Gong Guohua           | 7652 pkt | Cai Min               | 7573 pkt. | Katsuhiko Matsuda        | 7364 pkt. |

### Kobiety
| Konkurencja                | Złoto                                                      | Złoto     | Srebro                    | Srebro    | Brąz                     | Brąz      |
| Bieg na 100 m              | Tian Yumei                                                 | 11.54     | Pei Fang                  | 11.62     | Wang Huei-chen           | 11.69     |
| Bieg na 200 m              | Chen Zhaojing                                              | 23.39     | Wang Huei-chen            | 23.44     | Xiao Yehua               | 23.48     |
| Bieg na 400 m              | Shiny Wilson                                               | 53.46     | Josephine Mary Singarayar | 53.50     | Kalawati "Kutty" Saramma | 53.51     |
| Bieg na 800 m              | Qu Yunxia                                                  | 2:04.65   | Shiny Wilson              | 2:05.18   | Yumiko Tokuda            | 2:05.48   |
| bieg na 1500 m             | Qu Yunxia                                                  | 4:26.01   | Khin Khin Htwe            | 4:26.08   | Kim Song-hwa             | 4:27.15   |
| Bieg na 3000 m             | Zhong Huandi                                               | 9:10.27   | Molly Chacko              | 9:14.07   | Khin Khin Htwe           | 9:19.36   |
| Bieg na 10 000 m           | Zhong Huandi                                               | 33:42.77  | Lukose Leelamma           | 35:38.90  | Marija Suryati           | 38:00.33  |
| Bieg na 100 m przez płotki | Zhang Yu                                                   | 13.37     | Naomi Jojima              | 13.63     | Kim Sun-jin              | 13.77     |
| Bieg na 400 m przez płotki | Huang Yanhong                                              | 57.29     | Reawadee Srithoa          | 57.35     | Junko Hasegawa           | 59.37     |
| Sztafeta 4 x 100 m         | Chiny · Pei Fang · Tian Yumei · Chen Zhaojing · Xiao Yehua | 43.41     | Tajlandia                 | 44.86     | Japonia                  | 45.25     |
| Sztafeta 4 x 400 m         | Indie                                                      | 3:33.50   | Chiny                     | 3:36.71   | Tajlandia                | 3:37.52   |
| Chód na 10 000 m           | Li Jingxue                                                 | 49:14.82  | Tomoko Uchida             | 49:40.18  | Ma Kyin Lwan             | 51:27.72  |
| Skok wzwyż                 | Yoko Ota                                                   | 1.83      | Lin Suh-chi               | 1.83      | Jaruwan Jenjudkarn       | 1.80      |
| Skok w dal                 | Li Yong-ae                                                 | 6.79      | Liu Shuzhen               | 6.66      | Hiroko Okumura           | 6.29      |
| Pchnięcie kulą             | Huang Zhihong                                              | 17.51     | Min Chunfeng              | 16.91     | Aya Suzuki               | 15.22     |
| Rzut dyskiem               | Min Chunfeng                                               | 61.74     | Aye Aye Nwe               | 48.48     | Chu Hsui-chen            | 43.80     |
| Rzut oszczepem             | Xu Demei                                                   | 59.84     | Lee Young-sun             | 55.06     | Vijita P. Amarasekara    | 50.90     |
| Siedmiobój                 | Zhu Yuqing                                                 | 6231 pkt. | Ghada Shouaa              | 5425 pkt. | Wang Shu-hwa             | 5388 pkt. |

## Klasyfikacja medalowa
| Klasyfikacja medalowa | Klasyfikacja medalowa | Klasyfikacja medalowa | Klasyfikacja medalowa | Klasyfikacja medalowa | Klasyfikacja medalowa |
| --------------------- | --------------------- | --------------------- | --------------------- | --------------------- | --------------------- |
| Miejsce               | Kraj                  |                       |                       |                       |                       |
| 1                     | Chiny                 | 24                    | 11                    | 2                     | 37                    |
| 2                     | Japonia               | 4                     | 7                     | 12                    | 23                    |
| 3                     | Katar                 | 4                     | 3                     | 1                     | 8                     |
| 4                     | Korea Południowa      | 3                     | 2                     | 3                     | 8                     |
| 5                     | Indie                 | 2                     | 4                     | 2                     | 8                     |
| 6                     | Malezja               | 1                     | 1                     | 1                     | 3                     |
| 7                     | Korea Północna        | 1                     | 0                     | 1                     | 2                     |
| 8                     | Iran                  | 1                     | 0                     | 0                     | 1                     |
| 9                     | Tajlandia             | 0                     | 5                     | 3                     | 8                     |
| 10                    | Chińskie Tajpej       | 0                     | 2                     | 5                     | 7                     |
| 11                    | Birma                 | 0                     | 2                     | 2                     | 4                     |
| 12                    | Pakistan              | 0                     | 2                     | 1                     | 3                     |
| 13                    | Syria                 | 0                     | 1                     | 2                     | 3                     |
| 14                    | Kuwejt                | 0                     | 0                     | 2                     | 2                     |
| 15                    | Indonezja             | 0                     | 0                     | 1                     | 1                     |
| 15                    | Bahrajn               | 0                     | 0                     | 1                     | 1                     |
| 15                    | Sri Lanka             | 0                     | 0                     | 1                     | 1                     |